# Limoniidae

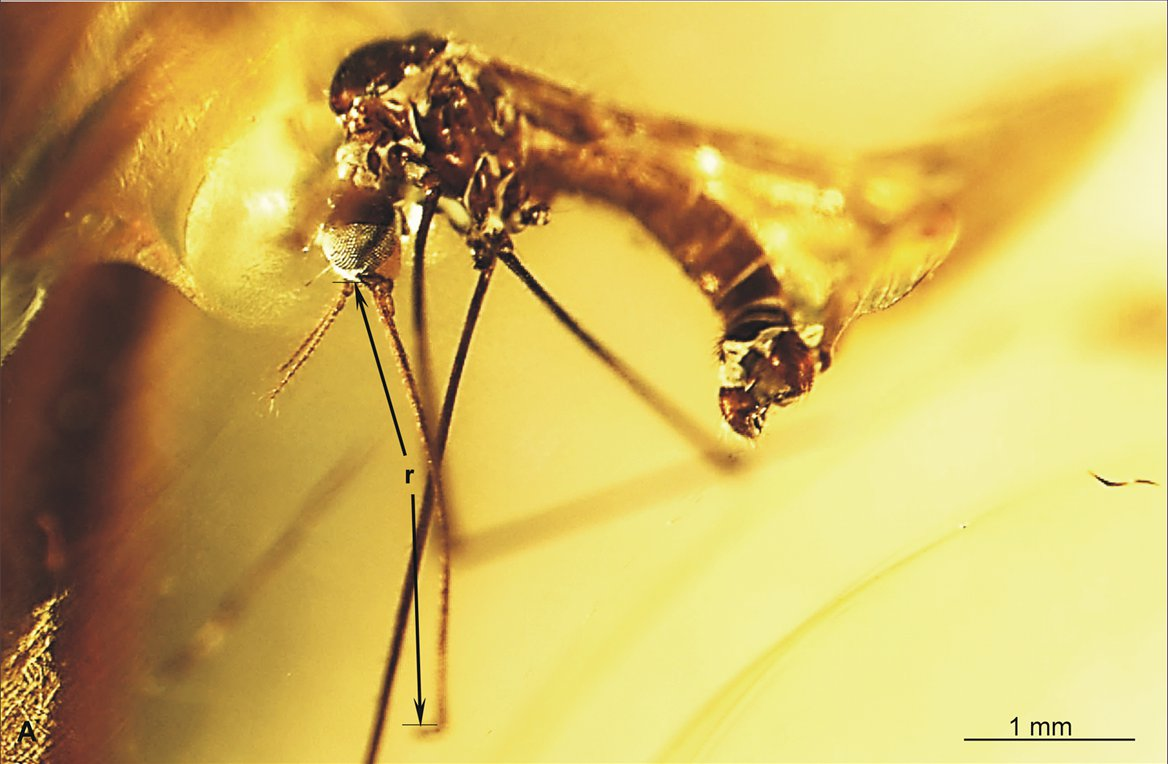
Elephantomyia pulchella, fósil. Ámbar báltico, Eoceno.

Los limoninos (Limoniinae) son una subfamilia de dípteros nematóceros dentro de la familia Tipulidae. Algunos taxónomos la consideran una familia, Limoniidae, dentro de la superfamilia Tipuloidea. Son una agrupación muy grande y posiblemente parafilética, con cerca de 10 500 especies descritas en 133 géneros.

## Características
Se distingue de otros tipúlidos por la posición de las alas en reposo. Los limóninos suelen abrir / plegar las alas a lo largo de la parte posterior del cuerpo, mientras que otros tipúlidos suelen hacerlo en ángulo recto. Los miembros del género Chionea (moscas de la nieve) no tienen alas en absoluto. Los limóninos también son generalmente más pequeños que otros tipúlidos, con algunas excepciones. 

## Historia natural
Estas moscas se encuentran en lugares húmedos en todo el mundo, y muchas especies forman densos enjambres en hábitats adecuados. En su mayoría, las larvas son acuáticas o semiacuáticas. La mayoría de las larvas de Tipulidae, en comparación, son terrestres, aunque algunas son acuáticas y se encuentran en grandes cantidades en los hábitats de las larvas de limoninos.
Varias especies han evolucionado para alimentarse de diferentes fuentes de alimento, por lo que puede haber especies fitófagas, saprófagas , micetófagas y depredadoras .
Los limóninos no son particularmente comunes en los depósitos de ámbar, pero algunos hallazgos (por ejemplo Tipunia intermedia Krzeminski y Ansorge, 1995, de las calizas del Jurásico Superior de Solnhofen) sugieren que la subfamilia ha perdurado desde el período Jurásico.

## Subfamilias
- Architipulinae (Handlirsch, 1906) †
- Chioneinae Rondani, 1861
- Dactylolabidinae
- Limnophilinae
- Limoniinae
  - Género: Limonia

## Géneros sin clasificar
- Adelphomyaria Alexander, 1920
- Archimesotipula Lin Qibin, 1986 †
- Architipula Handlirsch, 1906 †
- Calobamon Loew, 1850 †

## Galería

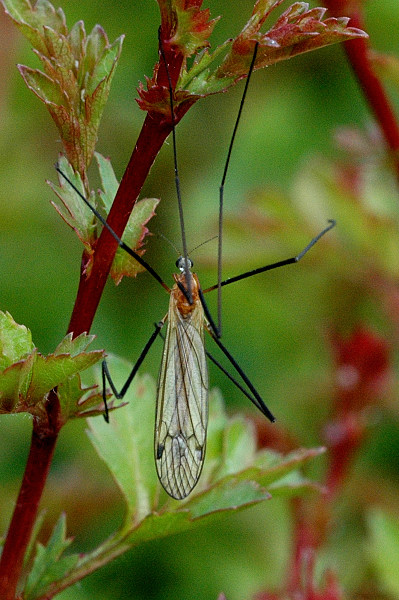
Austrolimnophila ochracea
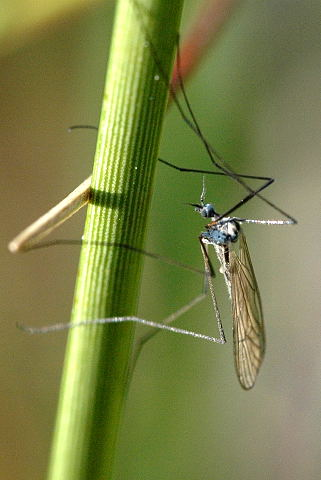
Dicranoptycha fuscescens
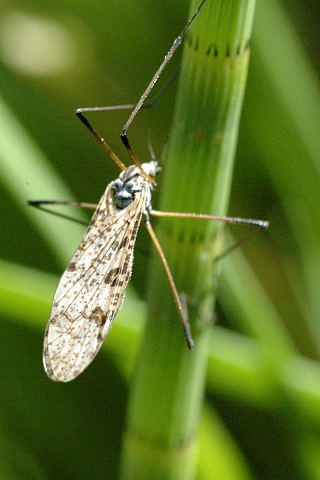
Eloeophila maculata
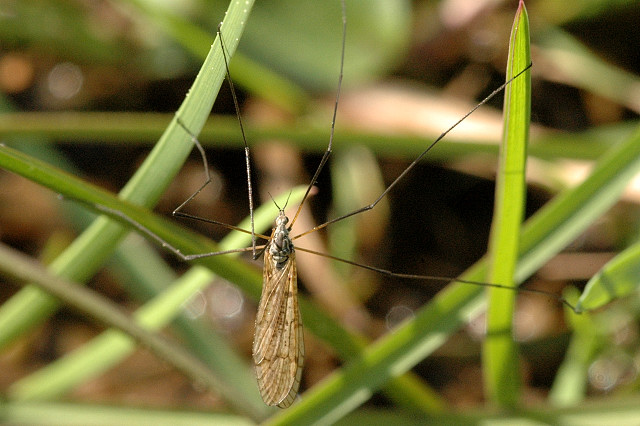
Limnophila schranki
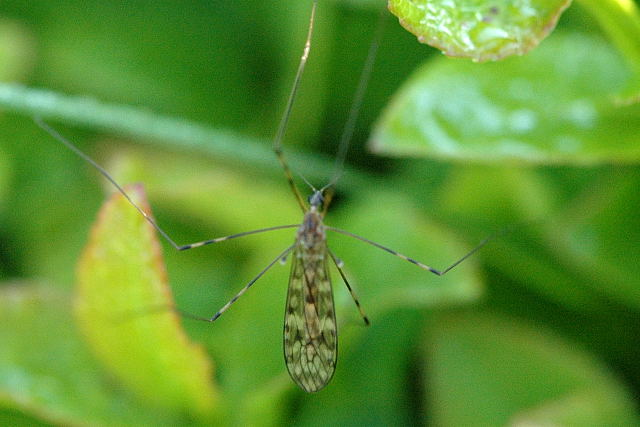
Limonia nubeculosa
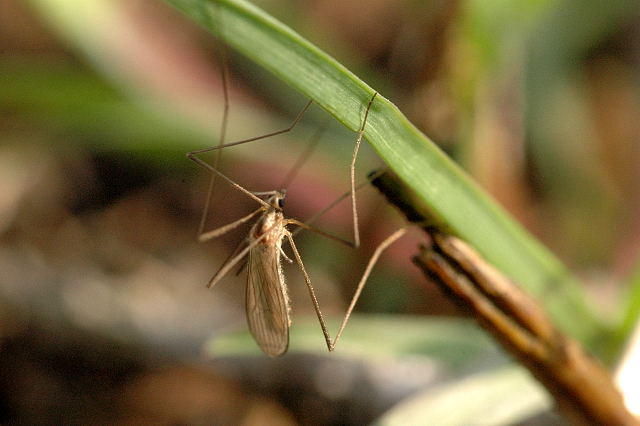
Phylidorea.ferruginea
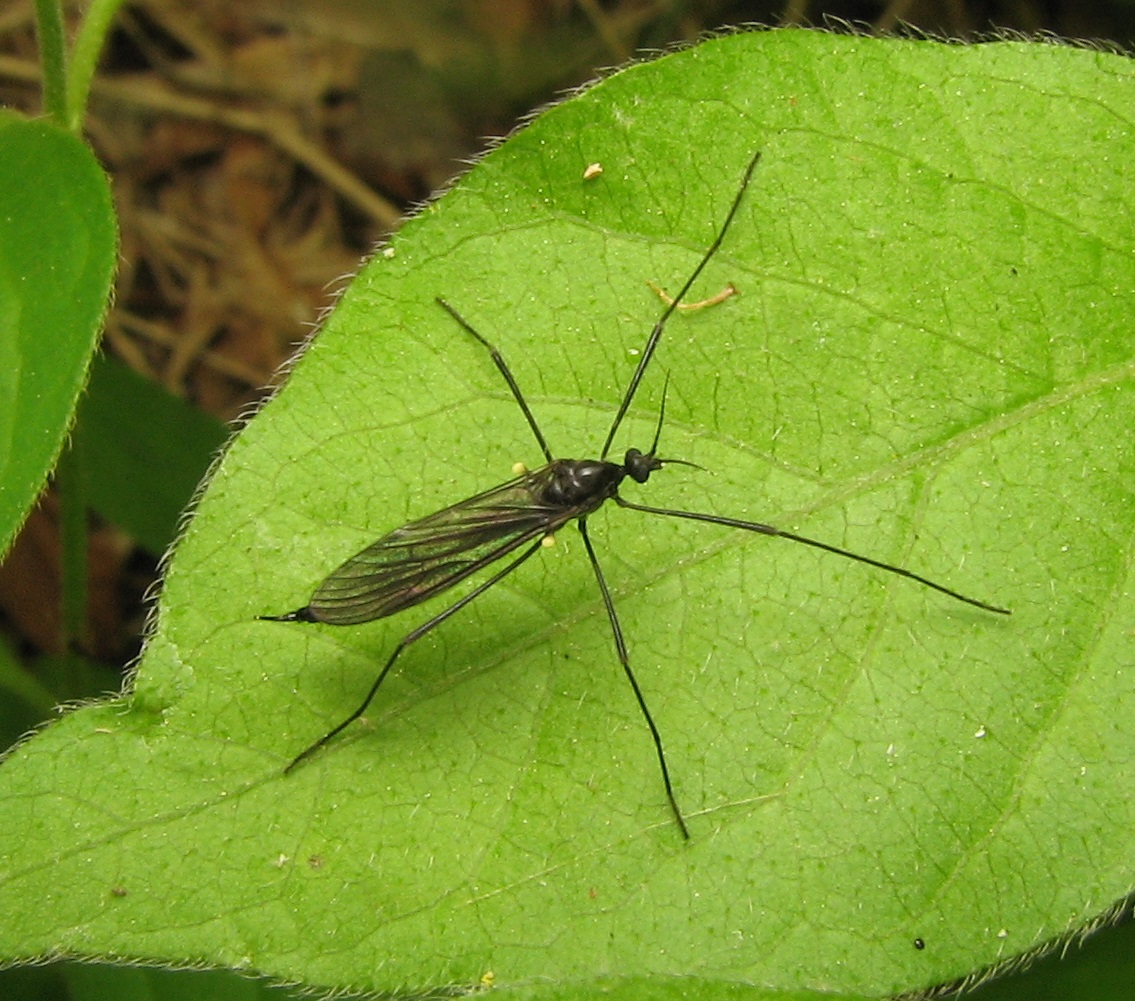
Gnophomyia tristissima
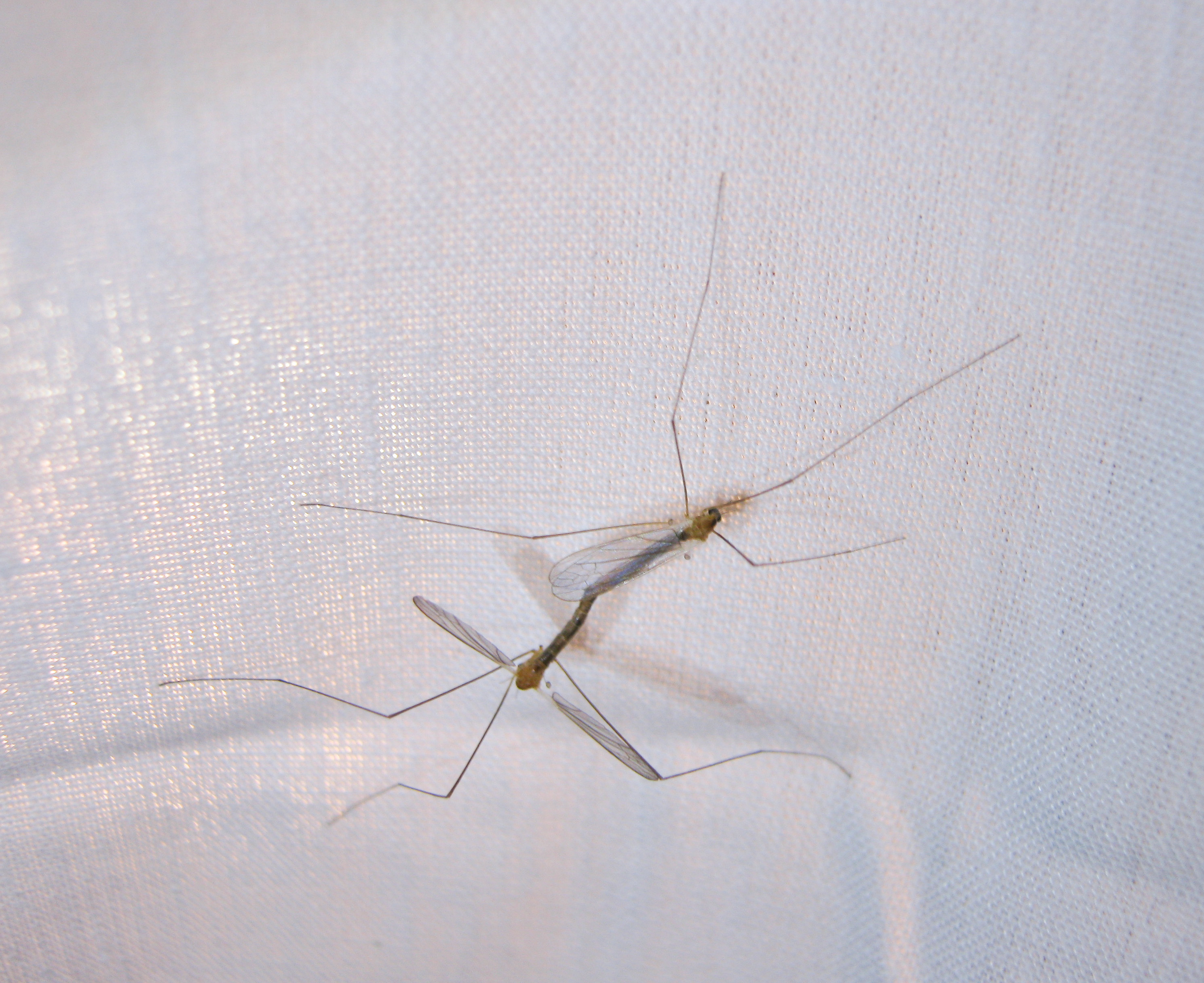
Antocha saxicola apareándose
Venación alar de Dicranomyia sp. y Dicranoptycha sp.